# Cratichneumon causticus
Cratichneumon causticus là một loài tò vò trong họ Ichneumonidae.